# SCO19
銃器専門指令部（英語: Specialist Firearms Command）は、ロンドン警視庁の特殊部隊。1966年にD6銃器部（FD）として創設されたのち、警視庁の内部部局の再編に伴って改称を繰り返しており、1967年にD11、1987年に人材・訓練部第17課（PT17）、1992年に専門業務部第19課（SO19）、2005年に中央活動部第19課（CO19）、2012年に専門刑事・業務部第19課（SCO19）、そして2018年には警務部第19課（MO19）となった。

## 来歴
イギリスの警察では、警察官が武器を携行することで、かえって犯罪者の武装化を誘発するという観点から、伝統的に非武装が志向されてきた。重武装の犯人逮捕に向かう場合に銃器を携行することはあったが、これも射撃の上級射手に限られていた。しかし1966年8月、3人の私服警官が強盗犯人により虐殺された事件（ブレーブルックの虐殺）を受けて、凶悪犯対策としての武装の必要性が意識されるようになった。
まず警視庁の武装要員の訓練の改善・標準化が志向されることになり、1966年12月、民間防衛訓練を担当していたD6に射撃教官10人が配属されることになった。独自の武装要員を擁していた特別部（Special Branch）は、D6のもとでの小火器訓練の統一化に抵抗していたものの、1967年4月には説得を受け入れた。その後、1967年7月には警視庁の再編に伴って、D6の小火器部門（Firearms Wing）がD11として独立した。凶悪犯を逮捕・制圧するSWATとしての任務に加えて、1975年には対テロ作戦も所掌するようになった。ただし1980年の駐英イラン大使館占拠事件の際には、D11も出動したものの、首相と内務大臣の合意に基づいて、実際の突入は陸軍特殊空挺部隊（SAS）の対革命戦部隊（CRW Wing）が担当した。
その後、1987年1月9日には人材・訓練部第17課（PT17）、1992年2月に専門業務部（Specialist Operations）第19課（SO19）、2005年に中央活動部（Central Operations）第19課（CO19）に改編された。そして中央業務部と専門刑事部（Specialist Crime Directorate）を統合して専門刑事・業務部（Specialist Crime & Operations）が編成されたのを受けて、2012年に専門刑事・業務部第19課（SCO19）、そして2018年の再編の際に警務部（Met Operations）第19課（MO19）となった。

## 編制

### 組織
SCO19は、下記のような部隊・要員を擁している。
- 武装応召車（Armed Response Vehicle, ARV）
- トロイ予防展開部隊（Trojan Proactive Unit, TPU）
- 戦術支援部隊（Tactical Support Teams, TST）
- 対テロ専門射手（Counter-Terrorism Specialist Firearms Officers, CTSFO）

#### 専門射手
1987年6月、PT17は18名増員されて、レベル2のチームが編成された。これにより、PT17の総員は、警視長1名、警視1名、主任警部1名、警部6名、巡査部長15名および巡査54名の計78名となった。レベル1のチーム6個は立てこもりや人質事件、レベル2のチーム3個はそれ以外の事件を担当することになっていた。
1992年1月、これらのチームは専門射手（SFO）として再編され、赤・緑・橙・黒・青の5隊が編成されたほか、18ヶ月のうちに灰色の6隊目が追加された。これは、一般的な武装警官である公認射手（AFO）をもとに、強行突入などの特殊訓練を受けた要員であった。
その後、欧州における対テロ戦争の激化を受けて対テロ作戦能力の付与が決定され、2014年より、SFOからの選抜により対テロ専門射手（CTSFO）の制度が始まった。当初は巡査部長1名と巡査15名から編成されるCTSFO班7隊が編成されていた。また2015年の時点で、130名の対テロ専門射手により部隊編成が行われていたとされている。警視庁だけでなく、他の地方警察でもCTSFOの設置・編成が進んでおり、2017年現在でイギリス国内でのテロ事件への介入は、軍の特殊部隊ではなく、CTSFOが主導権を持つことになっている。
CTSFOはイギリス特殊部隊（UKSF）と同等の装備・訓練を備えており、一般的な公認射手は体幹射撃を前提にしているのに対し、これらの隊員は必要であれば頭部射撃による犯人射殺も想定した訓練が実施されている。またファストロープ降下による展開も可能である。

#### 武装応召車
1991年7月より武装応召車（ARV）制度が開始された。これは銃器を携行した武装要員がパトロールカーに乗って普段から巡回しておくことで、銃器犯罪に対し、確実かつ迅速巧妙な対応を可能にするものであった。巡回部隊のほか、敢えて目立つパトロールカーを用いて、「見える警備」として予防的に展開するトロイ予防展開部隊（Trojan Proactive Unit, TPU）も組織されている。
各車には3名の乗員が配されており、全員がS&W M10回転式拳銃を携行していた。また、車内にはH&K MP5-SFA2 カービン2丁も搭載されていたが、MP5は施錠された保管庫に収納されており、取り出すのに時間がかかることから、MP5を取り出すあいだ、ほかの乗員が回転式拳銃で援護するという手順が使われるようになった。その後、拳銃はグロック17に更新され、車載火器もH&K MP5-SFおよびH&K G36C(SF)が2丁ずつと更新強化された。また、非致死性兵器として、ワイヤー針タイプのスタンガン（テイザーX26）も装備している。
ARVは地方警察でも普及が進み、1993年末の時点でイングランドおよびウェールズの43個の地方警察のうち33個がARVを運用しており、銃器使用が必要となる場合のおよそ半数はARVが担当していた。ただし、実際の交戦にまで至るケースは少なく、警視庁SO19のARVは1997年の1年間で1,765回出動したが、ARV乗員が発砲したのは1件だけだった。

### 装備
警視庁は1956年よりウェブリー Mk.IV .38口径リボルバーを導入しており、創設期のD6・11もこれを使用していたが、1974年からはS&W M10・36により更新された。また、1967年からはエンフィールド No.2も導入されたほか、1971年7月にはFN ブローニング・ハイパワーが導入され、脅威レベルが高い護衛任務に従事する要員に支給された。その後、1990年代には、リボルバーやブローニング・ハイパワーの後継としてグロック17が導入された。
D11では、1973年4月より、拳銃と小銃のあいだを埋めるカービンとしてスターリング L34A1短機関銃に注目していたが、結局これは導入せず、かわって、1977年にH&K MP5を導入した。当初導入されたのはフルオートとセミオートの両方に対応したモデルであり、レベル1の部隊はMP5A3、レベル2の部隊はMP5A2を装備していた。一方、1991年に武装応召車（ARV）の制度が開始されると、こちらの要員のためにセミオート専用のMP5-SFが導入され、その後、空港などの警備要員にも配備されるようになった。
小銃としては、アイアンサイトのみのリー・エンフィールド No.4が使われていたが、1973年にはテレスコピックサイトを装備したエンフィールド・エンフォーサー狙撃銃に更新された。その後、1998年よりステアー SSG-Pに更新された。また、CTSFOでは、狙撃銃は7.62mm口径・ボルトアクション方式のアキュラシー AT308が用いられている。
より小口径の小銃としてミニ14も用いられており、1989年にはH&K HK93に更新された。これはカービンとして使われるほかに、二脚や暗視装置を装着して近距離狙撃用として使われることもあった。また、1999年には、テロリストのAK-47に対抗する必要から、7.62mm口径のH&K G3Kと5.56mm口径のH&K G36Cによって更新された。また、CTSFOではSIG MCXが用いられている。